# Musa maclayi
Musa maclayi là một loài thực vật có hoa trong họ Musaceae. Loài này được F.Muell. ex Mikl.-Maclay miêu tả khoa học đầu tiên năm 1885.